# Gaylussacia baccata
Gaylussacia baccata là một loài thực vật có hoa trong họ Thạch nam. Loài này được (Wangenh.) K.Koch mô tả khoa học đầu tiên năm 1872.

## Hình ảnh

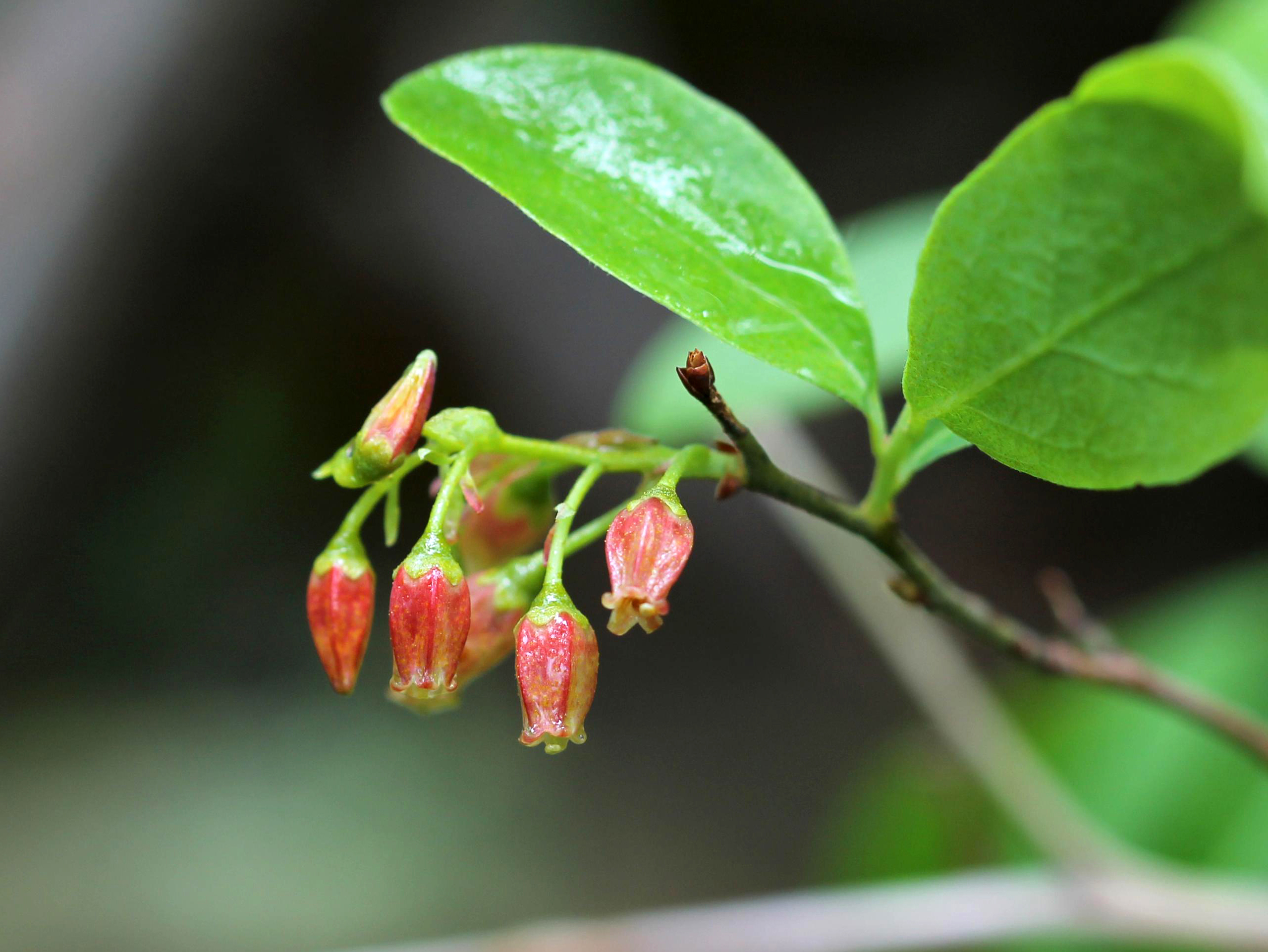
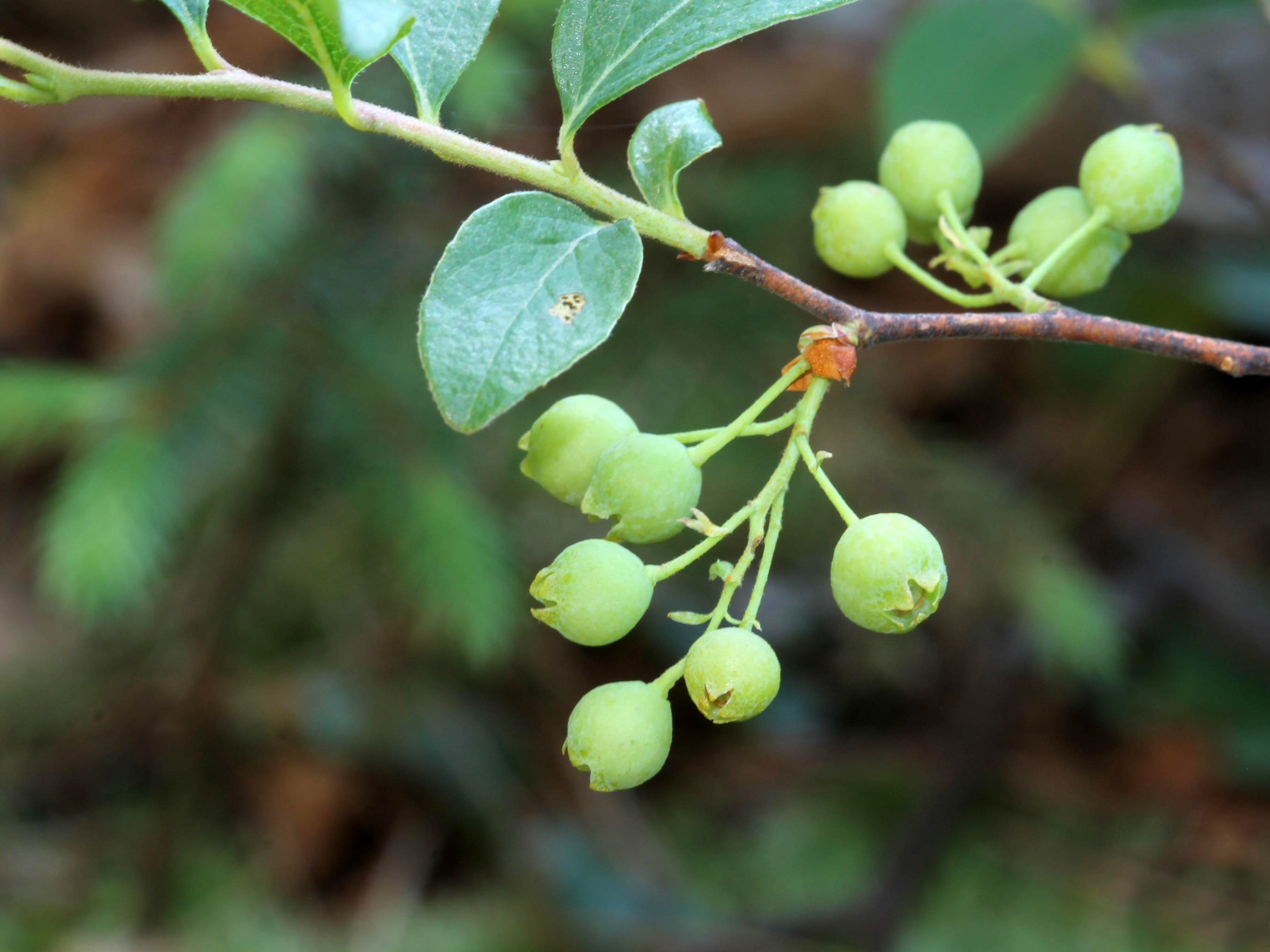
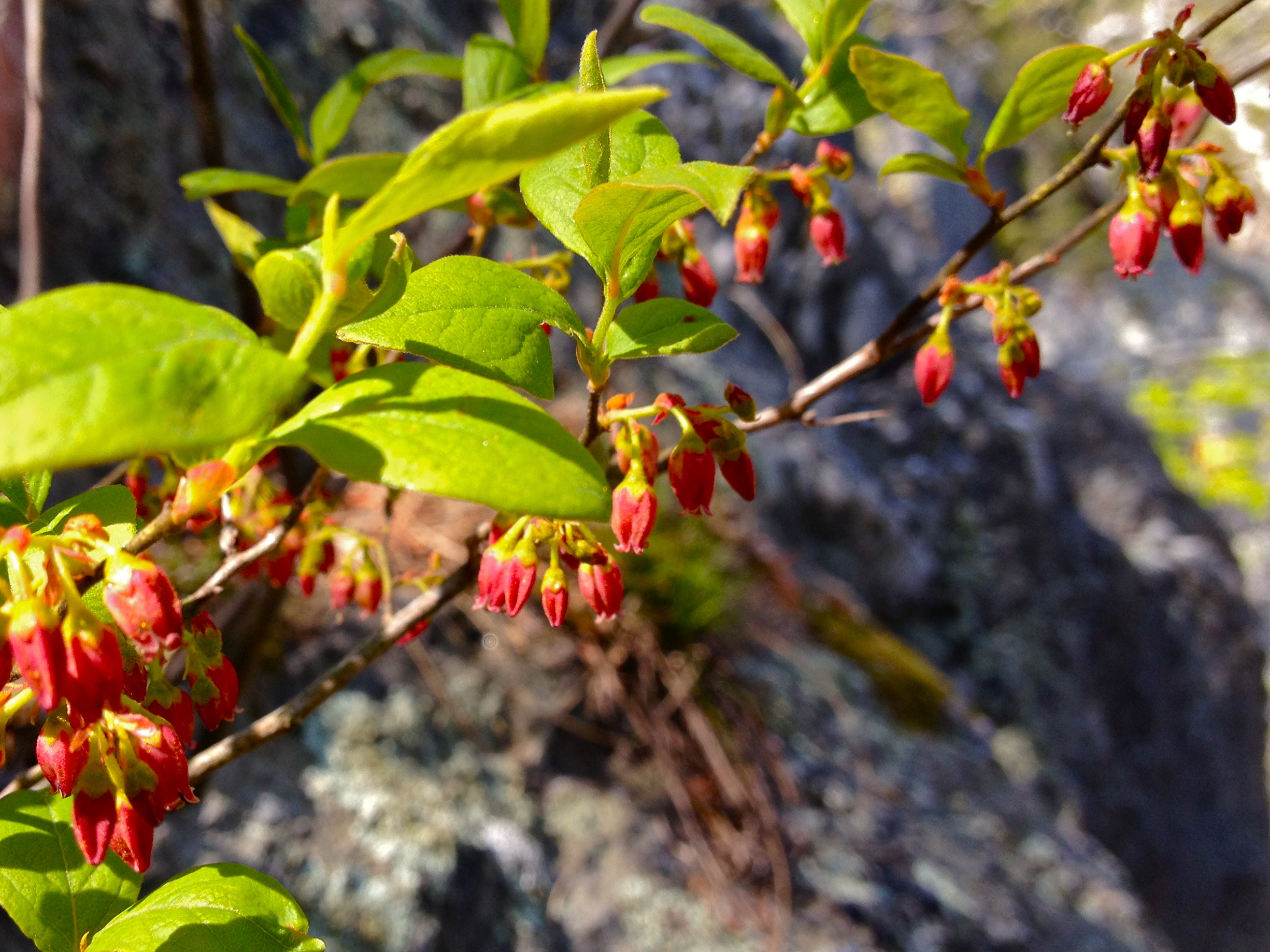